# Fred Ellis
Fred C. Ellis, né le 5 juin 1885 à Chicago  et mort le 10 juin 1965, est un dessinateur de bande dessinée et de dessin animé américain.

## Biographie
Fred C. Ellis est notamment connu comme l'un des leaders des artistes de gauche américains dans les années 1920 et 1930, et comme auteur de nombreux articles politiques des publications du Parti communiste des États-Unis. Il collabora au magazine The Liberator.

## Filmographie
- 1932 : Une jeune fille et un million coréalisé avec Max Neufeld
- 1933 : Champignol malgré lui d'après la pièce de Georges Feydeau
- 1938 : Tricoche et Cacolet de Pierre Colombier (assistant réalisateur)
- 1940 : Mrs. Pym of Scotland Yard (en)